# Ignacio Castillo Mena
Ignacio Castillo Mena (Dinamita, Durango, 31 de julio de 1930-) fue un político mexicano, miembro primero del Partido Revolucionario Institucional (PRI) y luego del Partido de la Revolución Democrática (PRD). Fue dos veces diputado federal, una senador y embajador de México ante Ecuador.

## Biografía
Desempeñó diversos cargos públicos, entre los que estuvo la representación del gobierno de Durango en la Ciudad de México.
En 1967 fue elegido diputado federal por primera ocasión, en representación del Distrito 6 del Distrito Federal a la XLVII Legislatura que concluyó en 1970. De 1976 a 1982 fue Senador por Durango en primera fórmula para las Legislaturas L y LI.
A partir de 1987 fue uno de los principales integrantes de la denominada Corriente Democrática del PRI, junto a Cuauhtémoc Cárdenas Solórzano, Porfirio Muñoz Ledo, Ifigenia Martínez y Rodolfo González Guevara, entre otros; quienes buscaban la democratización de los procesos de elección interna de los candidatos del partido, en particular del candidato a Presidente de México en 1988.
Junto con los miembros de la corriente salió del PRI a finales de ese año para apoyar la candidatura de Cárdenas en las elecciones de 1988, cuyo resultado final a favor de Carlos Salinas de Gortari, señalado por ellos como fraudulento y desconocido. Ese año, fue elegido diputado por la vía plurinominal, siendo postulado por el Partido del Frente Cardenista de Reconstrucción Nacional. Al iniciar la LIV Legislatura los diputados cuyo origen era la Corriente Democrática constituyeron un grupo parlamentario propio y Castillo Mena asumió su liderazgo; en 1989, al ser oficialmente fundado el PRD, este grupo parlamentario se convirtió en el propio del partido permanciendo en su coordinación hasta lo que debió haber sido el fin de la legislatura en octubre de 1991.
Sin embargo, sopresivamente el 14 de agosto de 1991 solicitó licencia indefinida como diputado federal y en octubre siguiente fue nombrado por el presidente Carlos Salinas de Gortari como Embajador de México en Ecuador; siendo confirmado por la comisión permanente del Congreso el 23 de octubre siguiente, con el abierto rechazo de sus excompañeros del PRD, quienes lo calificaron como traidor.